# Surekha Sikri
Surekha Sikri (Nuova Delhi, 19 aprile 1945 – Mumbai, 16 luglio 2021) è stata un'attrice indiana.

## Filmografia parziale

### Cinema
- Kissa Kursi Ka, regia di Amrit Nahata (1979)
- Salim Langde Pe Mat Ro, regia di Saeed Akhtar Mirza (1989)
- Nazar, regia di Mani Kaul (1991)
- Piccolo Buddha (Little Buddha), regia di Bernardo Bertolucci (1993)
- Mammo, regia di Shyam Benegal (1994)
- Naseem, regia di Saeed Akhtar Mirza (1995)
- Sardari Begum, regia di Shyam Benegal (1996)
- Sarfarosh, regia di John Matthew Matthan (1999)
- Dillagi, regia di Sunny Deol (1999)
- Zubeidaa, regia di Shyam Benegal (2001)
- Mr. and Mrs. Iyer, regia di Aparna Sen (2002)
- Raghu Romeo, regia di Rajat Kapoor (2003)
- Raincoat, regia di Rituparno Ghosh (2004)
- Humko Deewana Kar Gaye, regia di Raj Kanwar (2006)
- Dev.D, regia di Anurag Kashyap (2009)
- Badhaai Ho, regia di Amit Ravindrenath Sharma (2018)
- Ghost Stories, registi vari (2020)

### Televisione
- Banegi Apni Baat (1994)
- Just Mohabbat (1996-2000)
- Tehreer ... Munshi Premchand Ki (2004)
- Saat Phere: Saloni Ka Safar (2005)
- Maha Kumbh: Ek Rahasaya, Ek Kahani (2014-2015)
- Balika Vadhu (2008-2009)
- Pardes Mein Hai Mera Dil (2016-2017)

## Premi
- National Film Awards
  - 1988: "Best Supporting Actress"
  - 2019: "Best Supporting Actress"
- Filmfare Awards
  - 2019: "Best Supporting Actress"
- Screen Awards
  - 2019: "Best Supporting Actress"
- Indian Television Academy Awards
  - 2008: "Best Actress In A Negative Role"
  - 2009: "Best Actress In A Negative Role"
  - 2010: "Best Actress - Drama"
  - 2011: "Best Actress - Drama"
  - 2014: "Best Actress - Drama"
  - 2016: "Best Actress In A Negative Role"
- Indian Telly Awards
  - 2013: "Best Actress (Critics)"